# 拂晓 (专辑)
《拂晓》是中国内地歌手刘惜君的第二张个人专辑，于2011年5月26日发行，共收录了11首歌曲。这张专辑主打“透明系女声”，契合刘惜君本人独特的嗓音，此外刘惜君亦亲自担当专辑制作人。

## 简介
5月26日，新专辑《拂晓》全国媒体发布会在北京798艺术中心举行，众多媒体前来捧场，刘惜君的圈内好友们也赶来助阵。6月4日，新专辑全国首签会在南京举行，首日约有4000张专辑售出。

## 曲目
| #  | 曲名       | 长度 | 作词   | 作曲   |
| -- | ---------- | ---- | ------ | ------ |
| 01 | 拂晓       | 4:40 | 李荣浩 | 李荣浩 |
| 02 | 那时候的我 | 3:52 | 李荣浩 | 李荣浩 |
| 03 | 旅途       | 4:28 | 林晓珂 | 郭顶   |
| 04 | 大气       | 4:32 | 林立峰 | 林立峰 |
| 05 | 怎么唱情歌 | 4:59 | 郭顶   | 郭顶   |
| 06 | 恋风恋歌   | 4:07 | 秋言   | 秋言   |
| 07 | 飞逝的     | 4:14 | 李荣浩 | 李荣浩 |
| 08 | 太晚以前   | 3:55 | 姚若龙 | 崔迪   |
| 09 | 有你在身边 | 4:36 | 张祖嘉 | 张祖嘉 |
| 10 | 蔷薇映画馆 | 4:25 | 黄建洲 | 宋天亭 |
| 11 | 羊角花又开 | 4:28 | 梁天山 | 陈辉权 |

## 签售会
- 6月4日 南京市水游城
- 6月26日 北京市大钟寺中坤广场
- 7月2日 长沙市乐活城
- 7月3日 武汉市中南财经政法大学武汉学院
- 7月23日 成都市

## 制作
- 出品人：应平
- 监制：秋言、林峰
- 摄影、MV导演：黄中平

## 其它
- 《怎么唱情歌》作为专辑的第一主打歌于4月21日率先推出。
- 《拂晓》、《怎么唱情歌》两首歌拍摄了MV。
- 刘惜君2010年的单曲《羊角花又开》经重新编排，收入到此次专辑中。